# Mercedes, Princesa das Astúrias
Maria das Mercedes de Bourbon (Madrid, 11 de setembro de 1880 — Madrid, 17 de outubro de 1904) foi a Princesa das Astúrias, herdeira presuntiva do trono espanol, durante toda sua vida. Era a filha mais velha do rei Afonso XII da Espanha e da sua segunda esposa, a arquiduquesa Maria Cristina da Áustria.
Caso seu irmão mais novo Afonso, filho póstumo de Afonso XII da Espanha, não viesse a nascer, Mercedes tornaria-se rainha da Espanha. Com o eventual nascimento de seu irmão varão, Mercedes acabou por não ser rainha e retomou a posição de herdeira presuntiva, que manteria até sua morte.
Maria das Mercedes casou, em 1901, com o seu primo, o príncipe Carlos das Duas Sicílias, um sobrinho do rei do então extinto Reino das Duas Sicílias, que foi elevado para os títulos de Infante da Espanha e de Príncipe Real. O casamento foi altamente controverso devido aos laços do sogro com os carlistas. Ela morreu três anos depois de complicações ao dar à luz seu terceiro filho.

## Biografia

### Primeiros Anos

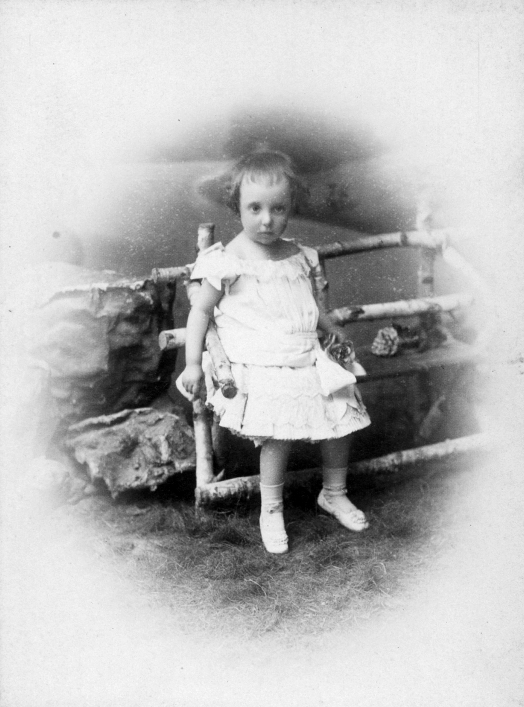
Mercedes durante a infância.

Nascida em 11 de setembro de 1880 no Palácio Real de Madrid, Mercedes era a filha mais velha do rei Afonso XII e de sua segunda esposa, Maria Cristina da Áustria. Ela foi batizada com os nomes de Maria das Mercedes Isabel Teresa Cristina Afonsa. Sua madrinha foi sua avó materna, a rainha Isabel II, que veio do exílio em Paris para assistir ao nascimento de sua primeira neta. Houve uma grande decepção em torno de seu nascimento, pois a família e a nação esperavam um herdeiro varão.  Presumivelmente, Mercedes foi nomeada em memória da primeira esposa de Afonso XII, Maria das Mercedes de Orleães, que morreu em 1878 de tuberculose.

Mercedes era herdeira presuntiva desde de seu nascimento, mas a decepção de seu pai com seu nascimento foi tão grande que ela foi inicialmente tratada apenas como uma Infanta da Espanha. Antonio Cánovas del Castillo, então chefe do governo, que não gostava de Maria Cristina, não queria que a coroa fosse herdada novamente por uma mulher tendo em vista o desastroso reinado de Isabel II, assim o nascimento de uma infanta foi ignorado.

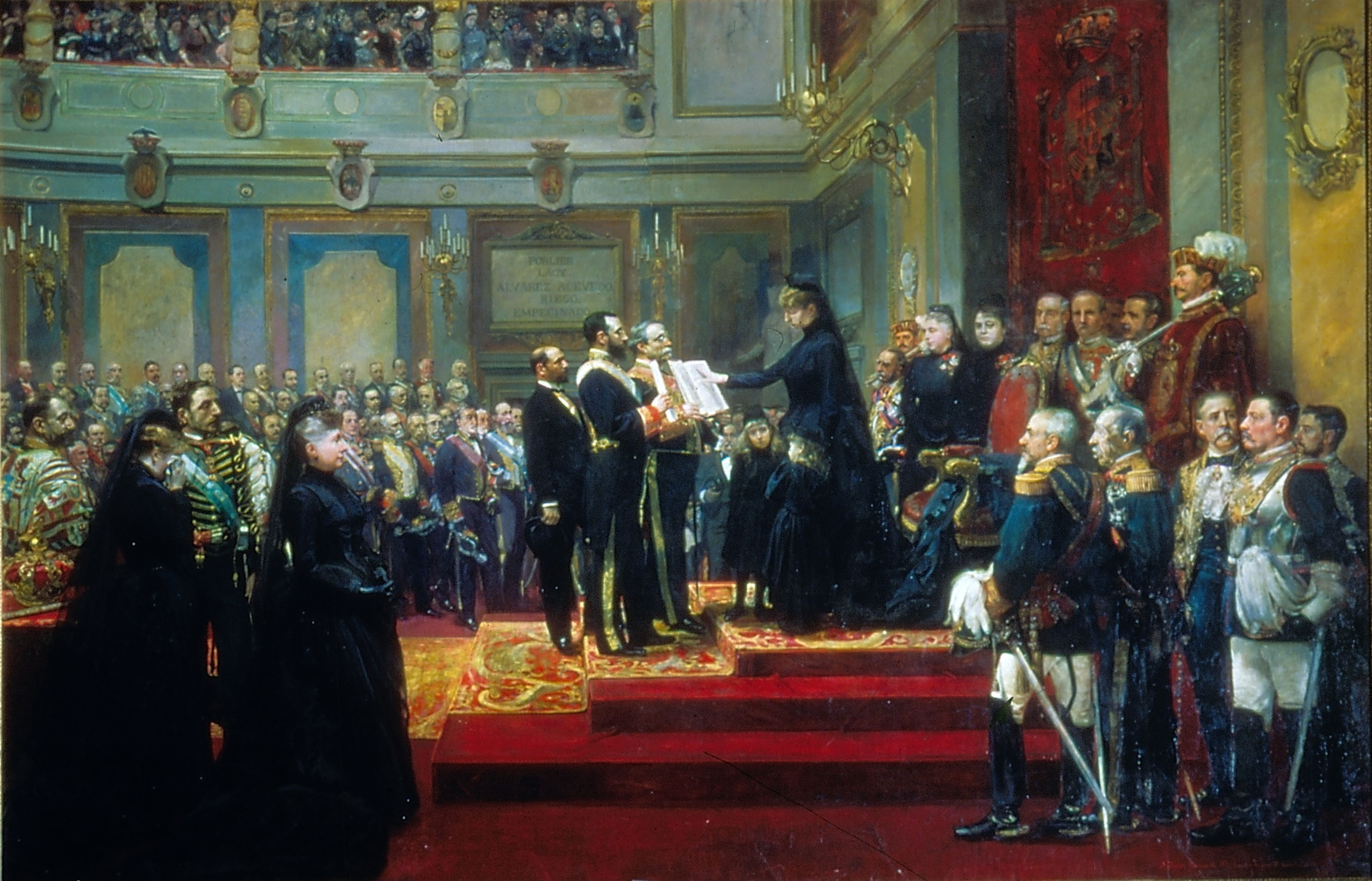
A rainha Maria Cristina, acompanhada pela princesa das Astúrias, jurou a constituição, 1885.

 A tia paterna da Mercedes, Isabel, manteve o título de Princesa das Astúrias até Práxedes Mateo Sagasta, presidente do governo que substituiu Cánovas, pressionar o rei Afonso XII a conceder o título à Mercedes, o que ele fez em 10 de março de 1881. Em 12 Em novembro de 1882, Mercedes ganhou uma irmã, a infanta Maria Teresa, evento que abalou ainda mais o infeliz casamento de seus pais. Afonso havia se casado com Maria Christina para garantir a sucessão ao trono, ele não amava a esposa e ficou decepcionado quando ela deu à luz duas filhas, enquanto ele já tinha dois filhos varões de casos extraconjugais. Em julho de 1883, Maria Cristina deixou a corte espanhola e viajou com suas filhas para visitar sua família na Áustria.
No verão de 1884, a saúde de Afonso XII se deteriorou, ele sofria de tuberculose. Após uma breve melhora, o rei de vinte e sete anos morreu em 25 de novembro de 1885, deixando sua esposa grávida. O nascimento de outra irmã teria feito de Mercedes rainha, no entanto em 17 de maio de 1886 nasceu seu irmão - o futuro rei Afonso XIII. Mercedes retomou a posição de herdeira presuntiva, que manteve pelo resto de sua vida.

### Educação

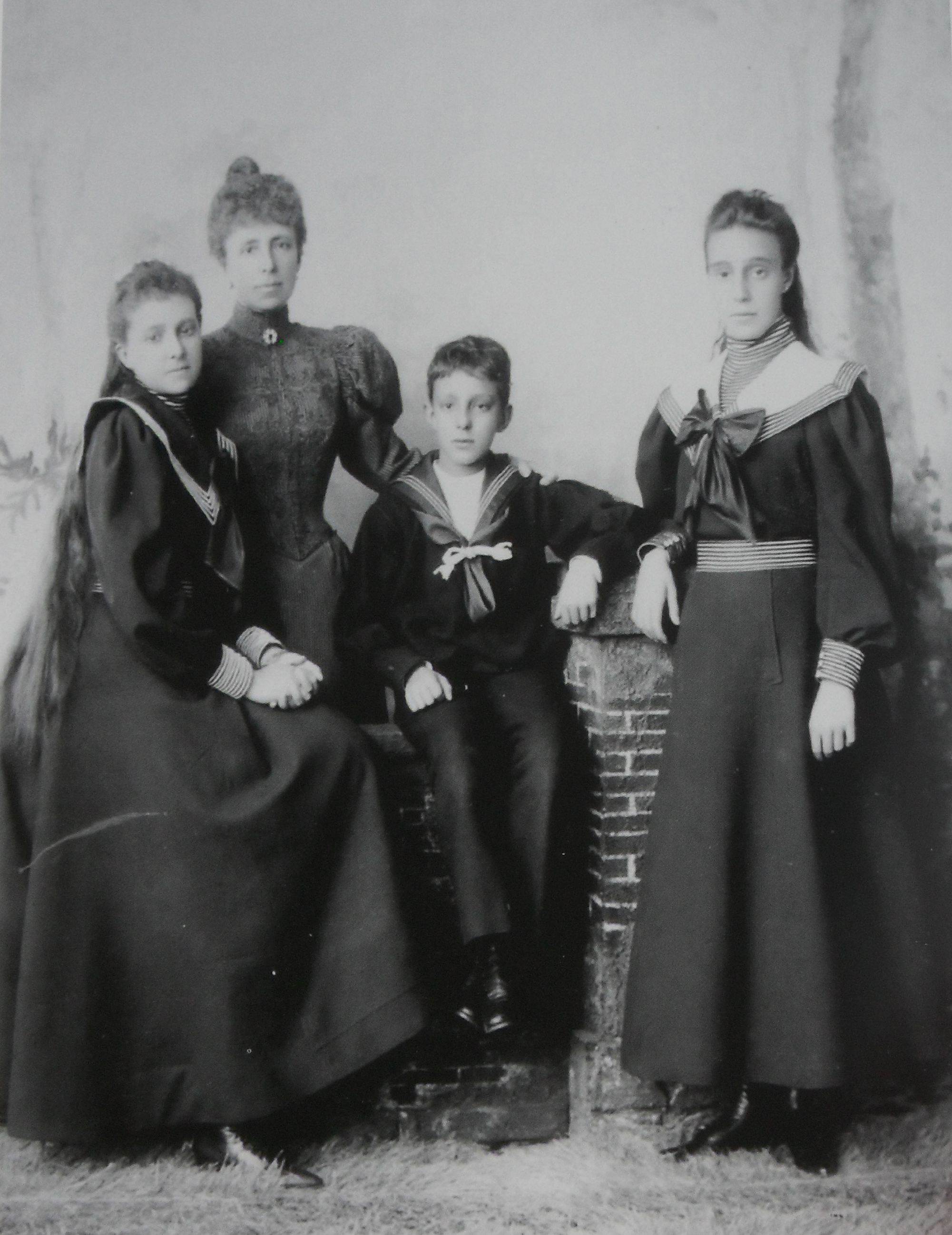
Mercedes (1.ª dir.) com sua família.

Mercedes fez sua primeira aparição pública na corte real quando sua mãe, a rainha Maria Cristina, foi declarada regente. A princesa das Astúrias e sua irmã mais nova, a infanta Maria Teresa, foram educadas no Palácio Real de Madrid, em um ambiente austero chefiado por duas viúvas, a mãe e a tia paterna Isabel (formalmente princesa das Astúrias). Apesar de seu status de herdeira, não lhe foi dada uma educação que iria tê-la preparado para governar. Em vez disso, recebeu a educação convencional das princesas de seu tempo. Havia aulas de piano e pintura, práticas de tricô e a rainha envolvia a filha nas tarefas do palácio. Foi dada atenção especial à obediência aos preceitos religiosos.
Mercedes foi descrita como uma jovem séria, tímida e desinteressada. Era parecida com sua mãe que tinha um rosto alongado, característico de muitos Habsburgos. A família veraneava no Palácio de Miramar em San Sebastián.
Na juventude, Mercedes acompanhou sua mãe a viagens ao exterior visitando sua tia-avó em Paris, sua tia paterna Maria da Paz em Munique e sua avó materna Isabel Francisca em Viena. Em 1898, a situação política na Espanha começou a deteriorar por causa das complexas relações entre Estados Unidos e Espanha e com a eclosão da Guerra Hispano-Americana. Mercedes e sua irmã começaram a viver de maneira mais modesta. Sua mãe conservadora não lhes permitia participar da vida social da nobreza espanhola. A rainha planejava realizar uma recepção no Palácio Real para marcar a estréia na sociedade de suas filhas em 9 de maio de 1899, mas o evento foi adiado devido à guerra.. Na ocasião, Mercedes teria conhecido e se apaixonado pelo príncipe Carlos de Bourbon-Duas Sicílias, os dois eram vistos frequentemente juntos.

### Casamento

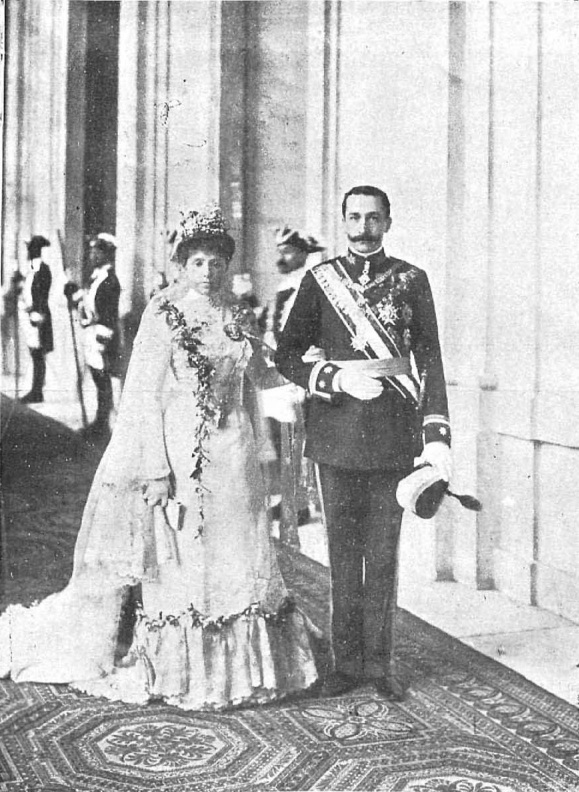
Mercedes e Carlos em seu casamento, 1901.

O príncipe Carlos pertencia à casa real deposta do Reino das Duas Sicílias e chegara à Espanha anos antes para seguir uma carreira militar no exército espanhol. O emparelhamento de Mercedes com Carlos não foi um acidental. Ele fora escolhido como potencial consorte pela rainha Maria Cristina e a infanta Isabel, que também era tia dele, pois foi considerado primordial casar Mercedes com um membro da família Bourbon, a fim de evitar uma mudança na dinastia, caso ela sucedesse seu irmão. O príncipe Carlos também oferecia outras vantagens como noivo à princesa das Astúrias. Como ele não pertencia a uma família real reinante, ele poderia se estabelecer permanentemente na Espanha e adotar a necessária nacionalidade espanhola. Ele teve, no entanto, renunciar aos seus direitos à coroa das Duas Sicílias.
Carlos se distinguia por um caráter sério, era inteligente e tímido, o que atraía a atenção da herdeira. Em 14 de dezembro de 1899, eles anunciaram seu noivado. A infanta enfrentou imediatamente uma forte desaprovação dos partidos liberais e republicanos e de um amplo espectro da sociedade espanhola. Tal rechaçamento foi associado principalmente não ao próprio Carlos, mas ao pai, o qual tinha participado das guerras carlistas. Temia-se que, após o casamento, Carlos trouxesse uma nova guerra com ele. Até o nome do príncipe "Carlos" despertou suspeitas. Além disso, a Casa de Bourbon-Duas Sicílias era considerada a dinastia católica mais conservadora, o que preocupava o partido liberal.
Houve ataques amargos contra o casamento da Mercedes nos jornais e aconteceram manifestações nas ruas de Madrid, Sevilha e Granada. O arcebispo de Valladolid chegou a escrever uma carta à rainha, alertando sobre as possíveis consequências de tal aliança. Em resposta à carta a rainha escreveu: "Monsenhor, dedique-se a dirigir sua diocese e a orar que são suas principais obrigações talvez desta forma nenhuma das catástrofes que você prevê acontecerá" A própria Mercedes expressou sua frustração à forte oposição à escolha do noivo em uma carta à tia Maria da Paz: " Estou feliz em casar com ele, mas muito triste. Quem está fazendo tudo isso? Minha mãe sofre por causa disso ... tudo porque seu pai lutou ao lado de Don Carlos. Isso é justo ?".

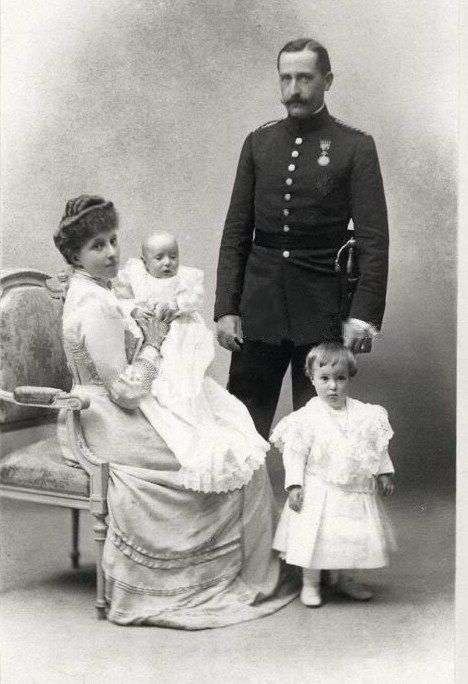
Mercedes e Carlos com seus filhos Fernando e Afonso, 1903.

A controvérsia estragou as festividades do casamento. No dia do casamento, as principais ruas de Madrid foram barricadas por medo dos manifestantes e um grande número de tropas foram posicionadas pero do Palácio Real. Nenhum incidente grave ocorreu e o casamento ocorreu em 14 de fevereiro de 1901 na capela do Palácio Real de Madrid.
O casal passou a residir no Palácio Real de Madrid, próximo à rainha Maria Christina, como ela mesma desejara. A união foi descrita como feliz e o casal teve três filhos:
- Afonso, Duque da Calábria (1901-1964), casado com a princesa Alice de Bourbon-Parma, com descendência;
- Fernando (1903-1905), morreu na infância;
- Isabel Afonsa (1904-1985), casada com o conde polaco Jan Zamoysky, com descendência.

Em setembro de 1904, Mercedes completou vinte e quatro anos e, em outubro do mesmo ano, após o nascimento de dois filhos, ela finalmente deu à luz a uma filha. Mercedes ainda grávida ficou muito doente, ela teve apendicite, que foi diagnosticada como um simples espasmo intestinal. Em 16 de outubro, ela daria à luz prematuramente a filha, Isabel Afonsa.

### Morte
Após o nascimento de sua filha, Mercedes estava em péssimas condições. Quando sua filha nasceu, a princípio os médicos lhe disseram que tinha dado à luz a uma criança natimorta, o que provou estar errado. Mercedes morreu no dia seguinte, 14 de outubro de 1904. Seus três filhos foram confiados à sua avó Maria Cristina e foram eduacdos no Palácio Real. O seu filho mais velho, após a morte de sua mãe, herdou seu título, perdendo sua posição em 1907 para Don Alfonso - o filho mais velho do rei Afonso XIII.
Mercedes foi enterrada no Mosteiro do Escorial. Após sua morte, Carlos se casou com Luísa de Orléans, que lhe deu um filho e três filhas. Entre elas estava Maria das Mercedes - a mãe do rei da Espanha, Juan Carlos.

## Títulos, estilos, honras e armas

### Títulos e estilos
- 11 de setembro de 1880 – 10 de março de 1881: Sua Alteza Real, a Infanta Maria das Mercedes da Espanha
- 10 de março de 1881 – 17 de outubro de 1904: Sua Alteza Real, a Princesa das Astúrias

### Honras
- Espanha: 816.° Dama Nobre da Ordem da Rainha Maria Luísa - .

### Brasão de armas
| Brasão de Mercedes como Princesa das Astúrias |